# Ilha do Príncipe de Gales (Alasca)
Nota: Se procura outras ilhas com o mesmo nome, veja Ilha do Príncipe de Gales
A Ilha do Príncipe de Gales é uma ilha do arquipélago Alexandre, no Alasca do Sul (Estados Unidos). A sua grande área faz dela a terceira maior ilha dos Estados Unidos, logo depois da ilha Havai e ilha Kodiak (ou quarta, caso se conte Porto Rico).
A ilha tem 215 km de comprimento, 72 km de largura e área de 6675 km², sendo por isso maior que o estado de Delaware.